# Dalce
Dalce – wieś w Słowenii, w gminie Krško. W 2018 roku liczyła 7 mieszkańców.